# Dimerodontium africanum
Dimerodontium africanum là một loài Rêu trong họ Fabroniaceae. Loài này được Müll. Hal. miêu tả khoa học đầu tiên năm 1899.